# 高阳镇 (孝义市)
高阳镇，是中华人民共和国山西省吕梁市孝义市下辖的一个乡镇级行政单位。

## 行政区划
高阳镇下辖以下地区：
高阳矿社区、临水村、高阳村、三多村、神福村、贤者村、神安村、东曹村、西曹村、白北关村、善吉村、下吐京村、顺光村、西辛壁村、东辛壁村、仁义村、大垣村、小垣村、六壁头村、崇源头村、西尉庄村、寺家庄村和东尉庄村。